# 胡安 (两西西里)
胡安（Juan，2003年4月18日—），頭銜連專稱為波旁-兩西西里的胡安王子殿下（HRH Prince Juan of Bourbon-Two Sicilies），是波旁-两西西里王室西班牙系继承人诺托公爵佩德罗與蘭多路斯-梅爾加雷霍的索菲亞的次子、两西西里王子，出生于马德里。